# 週刊!アニたま水曜日
『週刊! アニたま金曜日』（しゅうかん アニたまきんようび）は、ラジオ関西で放送されていた、アニメ情報を扱っているラジオ番組。また、インターネットラジオ配信サイト音泉およびBEWE、S-ラジ、公式ホームページにおいてトーク部分のみ再配信されていた。
番組開始時は特定のスポンサーが付いていなかったが、途中から集英社がスポンサーに付いた。

## 放送概要
ナイターオフの金曜日の18:00 - 20:00の番組として開始、当時関西地区でこの時間にアニラジを放送しているのはこの番組のみであった。
スタジオ
- ラジオ関西 東京支社（東京都中央区銀座1丁目7番17号　神戸新聞東京支社ビル）
- 生放送の時は一部のコーナーは神戸本社から放送

放送期間
- 週刊! アニたま金曜日（生放送）、愛称：「アニ金（アニきん）」
  - 第1期：2005年10月7日 - 2006年3月24日、毎週金曜日18:00 - 20:30
  - 第2期：2006年10月6日 - 2007年3月23日、毎週金曜日18:00 - 20:00
  - 第3期：2007年10月1日 - 2008年3月28日、毎週金曜日18:00 - 20:00
- 週刊! アニたま日曜日（収録放送） 、愛称：「アニ日（アニにち）」
  - 第1期：2006年4月2日 - 2006年10月1日、毎週日曜日23:00 - 24:00　収録日：毎週金曜日（放送日の2日前）
- 週刊! アニたま土曜日（収録放送）、愛称：「アニ土 （アニど）」
  - 第1期：2007年4月7日 - 9月29日、毎週土曜日21:00 - 21:50　収録日：毎週金曜日（放送日の前日）
- 週刊!アニたま水曜日、愛称：「アニ水（アニすい）」収録日：毎週金曜日（放送日の5日前）
  - 第1期：2008年4月2日 - 9月24日、毎週水曜日 24：00 - 26:00
  - 第2期：2008年10月1日 -2009年3月25日 、毎週水曜日 24：00 - 26:00
- 再配信
  - 毎週金曜日、バックナンバーはBEWEのみ2週分。通算第160回（「アニ水」第30回）はあるコーナーが急遽休止となった関係でインターネットでの再配信が休止された。

## 沿革
ラジオ関西が、上半期（4 - 9月期）にプロ野球のナイトゲームを中継する関係上、上半期と下半期（10 - 3月期）では、放送日時がかわりそれに合わせて番組名も変更となる。
- 2005年10月7日より『週刊! アニたま金曜日』として放送開始。
  - 当初は2005年のプロ野球のオフシーズンの2クールのみの放送を予定していたが、スポンサーに集英社が就いたことにより継続が決定。
- 2006年4月2日から、ナイトゲーム中継のため放送曜日が日曜日に移動。
  - 番組名が『週刊! アニたま日曜日』に変更。
- 2006年10月6日から、金曜日の夕方の時間帯に戻る。
  - 番組名が『週刊! アニたま金曜日』に変更。
- 2007年4月7日から、ナイトゲーム中継のため放送日が土曜日に移動。
  - 番組名が『週刊! アニたま土曜日』に変更。
- 2007年10月5日から、金曜日の夕方の時間帯に戻る。
  - 番組名が『週刊! アニたま金曜日』に変更。公式サイトやS-ラジでの再配信が開始。
- 2008年4月2日から、ナイトゲーム中継のため放送日が水曜日（カレンダー上では木曜日）に移動。
  - 番組名が『週刊! アニたま水曜日』に変更。
- 「アニ金」枠には「木村三恵のアイドルパラダイス」を神戸本社から生放送することが発表されたため2008年10月1日以降も水曜日深夜の放送を継続される。
- 2009年3月25日の放送をもって終了。

## パーソナリティ
- やまけん
- 鳥海浩輔
- 又吉愛

鳥やまPOPのコーナー（#131 - ）
- 板野友美（AKB48）
- 河西智美（AKB48）

## コーナー

### 終了時のコーナー
ふつおたのコーナー
- パーソナリティへの質問などを募集。

テーマメッセージ（2006年4月2日 - 2006年10月1日を除く）
- 毎週設けられるテーマについて、メール、FAXなどを募集。

アニたまゲストのお部屋
- ゲストについては下記のゲストの節を参照 。

鳥やまPOP研究所〜疾風伝
- 集英社の漫画作品を1作品紹介しその漫画のPOPを作る。POPは単行本発売前後やアニメ化された作品を紹介することが多い。POPを使用している書店の目撃情報も募集している。詳細は#「鳥やまPOP研究所」で取り上げた作品を参照。
- #131から、板野友美と河西智美（共にAKB48）がコーナーパーソナリティとして加わる。

妄想ダウト
- リスナーから届いた物語が本当か嘘かを当てる。外れた場合は100円を貯金箱に入れる。貯まったお金はリスナーに還元する予定。

文化放送制作のミニコーナー
- 藤田咲の音がナル箱庭
  - 関東では無いけどA&G 超RADIO SHOW〜アニスパ!〜で放送。

愚痴代弁
- 代わりに言って欲しい愚痴を募集。

プロポーズのコーナー
- 又吉を喜ばせるプロポーズの言葉、シチュエーションを募集。

アニキャラ面接
- もしあのキャラクターが面接をしたら、どのようなアピールをするかを妄想するコーナー。投稿の際は以下の3つを記載すること「キャラ名」、「志望業種」、「アピールポイント」

### 過去のコーナー
アニたまバックナンバー（2005年10月7日 - 2006年3月24日）
- ある年のアニメを振り返る。

文化放送制作のミニコーナー（2005年10月7日 - 2006年3月24日） 
- 後藤沙緒里の緑のささやき
- 井口裕香のG GIRL FRIENDS!
- 稲村優奈のぽか☆ぽか☆プリン!
- 工藤晴香のヘビーPOPコミック!
  - 関東では白石涼子の聞かなきゃ☆そん♪Song!で放送。

アニメンジャー3（2006年4月2日 - 10月1日）
- 毎週テーマが設けられ、それに合わせたリスナーのベスト3を集計し、「アニ日」的ベスト3を決める。集計結果は別項を参照。

恥ずかしいポエム（2006年5月1日 - 10月1日）
- アバンタイトルでリスナーが送った恥ずかしいポエムが読まれる。終盤では毎週このコーナーの名前が変わったり、リスナーのポエムを読まずに又吉が自作ポエムを発表していた。

アニたまどっとコムパワープレイ
- SB時やCMに放送される。

テレマートラジオショッピング （2006年10月6日 - 2007年3月23日）
- 本社スタジオから高平裕美が放送。[2]

ポイントランキング（2006年4月2日 - 10月1日、2007年4月7日 -）
- プロ野球のシーズン中に行われる。メール等を採用されたリスナーに対して1ポイント加算し、1位になったリスナーには、番組出演権または番組観覧権が与えられる。アニ土では不定期にポイントが2倍になる事がある。

東京情報（2005年10月7日 - 2006年3月24日、10月6日 - 2007年3月23日）
- 放送当日の東京・銀座（主に新橋駅周辺）の天気や気温を構成作家が紹介しつつ、アニメ・ゲーム・声優関連の情報も伝えていた。2006年10月6日からは又吉がその週に見聞きした東京に関する情報を伝えていた。

今週のちんことわざ
- ちんこすこうに入っている「ちんことわざカルタ」を毎週読む。『アニ土』では番組終了直前だったが、『アニ金』第3期からは番組開始直後に流している。

又吉愛のアニソン掛けまくリング （2006年10月6日 - 生放送時のみ）
- 毎週テーマに沿ったアニメソング[3]を3曲掛ける[4]。
- 『アニ金』第2期では、ゲストの来ない週に放送していたが、第3期では  - セカンド・シーズンとなり、ゲストの有無に関わらず放送されるようになった。また、ゲストのいないときにはフルコーラス流されるようになった。但し、ゲストのいるときはショートバージョンになる。

ニュース＆天気予報 （2005年10月7日 - 生放送時のみ ）
- 本社スタジオから岩崎和夫が生放送。ニュースの放送終了後、東京スタジオと本社スタジオ間でクロストークを行う。[5]

僕の私の暗い過去
- 送られてきたメールを又吉が読むが、ちゃんと読めなかった時点でそのメールを読むのを終了し、発音が違う場合は最後まで読むが、全ての文章をとちるか、発音を間違えるとコーナー終了。

世界一の二つ名ショー
- 人物、物体問わず様々な物に二つ名を考えるコーナー。

## ゲスト

### 2005年
- # 1（10月7日）：佐藤裕美
- # 2（10月14日）：JAM Project（影山ヒロノブ、奥井雅美、きただにひろし）
- # 3（10月21日）：水樹奈々
- # 4（10月28日）：牧野由依
- # 5（11月4日）：國府田マリ子
- # 6（11月11日）：置鮎龍太郎
- # 7（11月18日）：飯塚雅弓
- # 8（11月25日）：影山ヒロノブ（前半）、堀江由衣（後半）
- # 9（12月2日）：宮崎羽衣、近江知永
- #10（12月9日）：前田真宏
- #11（12月16日）：榎本温子
- #12（12月23日）：angela
- #13（12月30日）：野中藍

### 2006年
- #14（1月6日）：奥井雅美
- #15（1月13日）：國府田マリ子
- #17（1月27日）：楠田敏之
- #18（2月3日）：佐藤ひろ美
- #19（2月10日）：Clair
- #20（2月17日）：高橋洋子（前半）、野川さくら（後半）
- #21（2月24日）：徳永愛（前半）、Little Non（後半）
- #22（3月3日）：石田燿子
- #23（3月10日）：井口裕香（前半）、サイキックラバー（後半）
- #24（3月17日）：真優
- #25（3月24日）：小清水亜美
- #27（4月10日）：田村ゆかり
- #30（5月1日）：野川さくら
- #35（6月5日）：酒井香奈子
- #44（8月7日）：奥井雅美
- #56（10月27日）：JAM Project（遠藤正明、福山芳樹）
- #59（11月17日）：CHiYO
- #61（12月1日）：樹海
- #62（12月8日）：牧野由依
- #63（12月15日）：savage genius

### 2007年
- #66（1月5日）：村田あゆみ（前半）、檜山修之（後半）
- #67（1月12日）：櫻井優香
- #68（1月19日）：徳永愛
- #73（2月23日）：岩田光央
- #74（3月2日）：福井裕佳梨
- #76（3月16日）：諏訪部順一
- #106（10月19日）：牧野由依
- #107（10月26日）：片岡あづさ
- #108（11月2日）：savage genius（ああ）
- #109（11月9日）：佐藤ひろ美
- #111（11月23日）：福井裕佳梨
- #114（12月14日）：折笠富美子
- #115（12月21日）：ココハニムーン（榎本温子、山本麻里安）
- #116（12月28日）：三重野瞳

### 2008年
- #117（1月4日）：村田あゆみ
- #123（2月15日）：JAM Project（影山ヒロノブ、遠藤正明）
- #124（2月22日）：水木一郎（前半）、檜山修之（後半）
- #125（2月29日）：Little Non（ノゾミ）
- #126（3月7日）：檜山修之
- #127（3月14日）：bamboo（milktub）
- #128（3月21日）：大石憲一郎（Project.R）
- #134（4月30日）：May'n
- #138（5月21日）：大塚明夫、森田順平
- #139（5月28日）：ANNA
- #142（6月25日）：前田登
- #148（8月6日）：菊タロー
- #149（8月13日）：クマガイタツロウ（ワタナベフラワー）
- #159（10月22日）：savage genius（ああ）
- #161（11月5日）：ELISA
- #162（11月12日）：奥井雅美
- #165（12月3日）：石川智晶
- #166（12月10日）：鹿野優以
- #167（12月17日）：高橋美佳子

### 2009年
- #177（2月25日）：Little Non（ノゾミ、大生伊藤）
- #178（3月4日）：國府田マリ子

## 「鳥やまPOP研究所」で取り上げた作品

### 鳥やまPOP研究所〜疾風伝
- #156（2008年10月1日）：悪魔とラブソング
- #157（2008年10月8日）：ぬらりひょんの孫
- #158（2008年10月15日）：テガミバチ
- #159（2008年10月22日）：To LOVEる -とらぶる-
- #160（2008年10月29日）：休止（コーナー休止のため、集英社のCMも休止されていた。また、再配信も休止に詳細理由は後述参照。）
- #161（2008年11月5日）：サムライカアサン
- #162（2008年11月12日）:ヤスコとケンジ
- #163（2008年11月19日）:トリコ
- #164（2008年11月26日）:NARUTO -ナルト-
- #165（2008年12月3日）:ストロボ・エッジ
- #166（2008年12月10日）:メイちゃんの執事
- #167（2008年12月17日）:CLAYMORE
- #168（2008年12月24日）:キングダム
- #169（2008年12月31日）:嘘喰い
- #170（2009年1月7日）:ハガネの女
- #171（2008年1月14日）:潔く柔く
- #172（2008年1月21日）:SKET DANCE
- #173（2008年1月28日）:コイバナ!〜恋せよ花火〜
- #174（2008年2月4日）:明日泥棒
- #175（2008年2月11日）:スイート・ミッション
- #176（2008年2月18日）:ロザリオとバンパイア season2
- #177（2008年2月25日）:いぬまるだしっ
- #178（2008年3月4日）:孤高の人
- #179（2008年3月11日）:スイッチガール!!
- #180（2008年3月18日）:バクマン。

## アニメンジャー3の集計結果
| ＃  | テーマ                              | 1位                           | 2位                                               | 3位                                       |
| --- | ----------------------------------- | ----------------------------- | ------------------------------------------------- | ----------------------------------------- |
| 26  | ロボットアニメ                      |                               |                                                   |                                           |
| 27  | 動物アニメ                          | とっとこハム太郎              | ケロロ軍曹                                        | フランダースの犬                          |
| 28  | サイボーグアニメ                    | サイボーグ009                 | 勇者王ガオガイガー                                | サイボーグクロちゃん                      |
| 29  | 野球アニメ                          | タッチ                        | ドカベン                                          | MAJOR                                     |
| 30  | 海・水アニメ                        | ARIA                          | ふしぎの海のナディア                              | 海のトリトン                              |
| 31  | モビルスーツ                        | シャア専用ザク                | シャイニングガンダム                              | ガンダムEz8 ザク                          |
| 32  | 天下一武道会ルールで最強な人        | 東方不敗                      | 孫悟空                                            | 江田島平八                                |
| 33  | 野球以外の球技アニメ                | スラムダンク                  | テニスの王子様                                    | キャプテン翼                              |
| 34  | お父さんにしたくないキャラワースト3 | 星一徹                        | バカボンのパパ 目玉の親父                         |                                           |
| 35  | 好きな技                            | かめはめ波                    | 石破ラブラブ天驚拳                                | ゴルディオンクラッシャー                  |
| 36  | サッカーアニメのキャラ              | 大空翼                        | 岬太郎                                            | 叶恭介                                    |
| 37  | メガネキャラ                        | 野比のび太                    | 則巻アラレ                                        | 乾貞治 手塚国光                           |
| 38  | （休止）                            | （休止）                      | （休止）                                          | （休止）                                  |
| 39  | お色気アニメ                        | キューティーハニー            | いちご100%                                        | まいっちんぐマチコ先生                    |
| 40  | 泣けるアニメ                        | AIR                           | フランダースの犬                                  | ONE PIECE                                 |
| 41  | レースアニメ                        | 頭文字D                       | 爆走兄弟レッツ&ゴー                               | 新世紀GPXサイバーフォーミュラ             |
| 42  | 劇場版アニメ                        | 機動戦士ガンダム 逆襲のシャア | 新世紀エヴァンゲリオン劇場版 Air/まごころを、君に | 劇場版ポケットモンスター ミュウツーの逆襲 |
| 43  | 剣の達人キャラ                      | 緋村剣心                      | ロロノア・ゾロ                                    | 石川五ェ門                                |
| 44  | ギャグアニメ                        | ギャグマンガ日和              | 銀魂                                              | 魁!クロマティ高校                         |
| 45  | イケメンキャラ                      | 跡部景吾                      | 甲賀弦之介                                        | 千石清純                                  |
| 46  | 熱血アニメ                          | 勇者王ガオガイガー            | 機動武闘伝Gガンダム                               | 巨人の星                                  |
| 47  | （休止）                            | （休止）                      | （休止）                                          | （休止）                                  |
| 48  | デブキャラ                          | ジャイアン                    | 秋道チョウジ                                      | 山本健司                                  |
| 49  | テニプリキャラ                      | 千石清純                      | 跡部景吾                                          | 越前リョーマ                              |
| 50  | パーティーを組みたいキャラ          | 孫悟空                        | サンジ                                            | モンキー・D・ルフィ                       |
| 51  | 学園アニメ                          | ハイスクール!奇面組           | 涼宮ハルヒの憂鬱                                  | テニスの王子様                            |
| 52  | 好きなアニメ                        | テニスの王子様                | 涼宮ハルヒの憂鬱                                  | 機動戦士ガンダム 新世紀エヴァンゲリオン   |
| 114 | 2007年に放送された作品              | おおきく振りかぶって          | 天元突破グレンラガン                              | BLEACH らき☆すた                          |

ポイント集計方法
- リスナーから送られてきた回答に、1位に3点、2位に2点、3位に1点を加え集計する。

補足
- ＃26　＃25の時に新コーナーのお知らせをしていなかった為、必然的にメールが届かずその場でパーソナリティーの3人が「ベスト3」を考えた。ちなみに3人の考えたベスト3は、1位『ドラえもん』
- ＃32　天下一武道会ルールとは

1. 武器禁止
2. 場外になったら負け
3. 相手を殺したら負け
4. 人型をしている

- ＃38　ワールドカップドイツ大会の中継により、2本録りをした為休止
- ＃47　アニたま日曜日トークショーを放送したため休止
- ＃144　テーマメッセージ「2007年に放送されたアニメベスト1」の集計結果。

　
※ ＃（放送回数）は、第1期の『週刊! アニたま金曜日』から通算して計算

## エピソード
- はがき、メール、FAXの投稿が採用されたリスナーは番組特製ステッカーが貰えるが、第1期アニ金ステッカーには、スタッフのミスにより周波数が記入されていなかった。「アニ日」以降のステッカーには、周波数が記載されている。
- ゲストが来た回はホームページ上に写真が掲載されるが、Little NonやCHiYOなど一部の回では、写真が掲載されなかった。また、公式サイトの更新が遅いなどの苦情のメールが届くことがしばしばある。
- 鳥海とやまけんは、檜山修之などのモノマネをすることがある。この事は檜山本人の耳にも届いている。この事が功を奏したかどうかは不明だが、のちにゲストとして出演した。
- スタッフの眼鏡装着率は100％である。
- 「鳥やまPOP」のコーナーでは、紹介する作品に関連したジングルが流れるが、作品とジングルがミスマッチする嫌いがある。

### 週刊! アニたま金曜日（第1期）
- 2006年1月27日（第17回）放送分では、鳥海は舞台に出演する為に放送を休んだ。この回の「鳥やまPOP」は鳥海の代わりに又吉が作成した。
- 2006年3月10日（第23回）放送分では、リスナーからポーションが送られてきた。ポーションの瓶はラジオ関西東京スタジオに保管されている。これは『集まれ昌鹿野編集部』のホームページ内の「今週のゆい」（2006年10月8日放送分）等で確認する事が出来る。
- 2006年3月24日（第25回）放送分では、漢字の読めない又吉のためにリスナーから漢字ドリル（小学生用）が届き、その回のゲストであった小清水亜美と漢字の書き取り勝負をした。

### 週刊! アニたま日曜日（第1期）
- やまけんが女性にもてる様にするために、やまけんよりも太った人たちを集め「相撲の王子様（すもプリ）」（元ネタ）やブターメン（元ネタ）などのユニットを結成する計画が立てられた。
- アニメンジャー3の回答の中には、門脇舞以（テーマ「メガネキャラ」）や鳥海浩輔（テーマ「イケメンキャラ」）などアニメに登場しない実在の人物があった。
- アタックで「うぶ毛のじかんって何?」と鳥海が発言している物があるが、「うぶ毛のじかん」とは、ラジオ関西で2006年4月から12月（21:00 - 21:30）に放送されていた番組。パーソナリティは芳晶せいじ。
- 2006年6月19日（第37回）放送分は、ワールドカップドイツ大会の中継により、月曜日の18:15 - 19:15の時間帯で放送された。また、第37回放送分と第38回放送分は、番組初の2本録りが行われた。
- 2006年7月2日（第39回）放送分で、鳥海とやまけんは「なまたまご」というユニットを組んで出演。そのユニット内で鳥海は「ロビン」、やまけんは「グレート」と名乗っている。
- 2006年8月27日（第47回）放送分では「アニメンジャー3」の放送を止め、8月20日に行われたキャラホビ2006のインターネットラジオフェスタ特設ステージで行われた「アニたま日曜日トークショー」のダイジェストが放送された。

### 週刊! アニたま金曜日（第2期）
- 番組紹介のCMにおいて、又吉が「鳥海」の、鳥海が「山本」の、山本が「又吉」の物真似をするようになった。
- 2006年12月22日（第64回）放送分では、アニ日ポイントランキングで1位になったリスナーがアニ金への出演を果たした。
- 2006年12月29日（第65回）放送分では「鳥やまPOP」のコーナーの時間内に、岩崎和夫がアニメイト三宮店から生中継を行った。これは岩崎にとって本人曰く「震災時以来」となる十数年ぶりの野外レポートとなった。
- 2007年1月12日（第67回）放送分では、又吉が病気で番組を欠席した為、アシスタントとしてランティスの櫻井優香が急遽呼ばれたが、番組中に又吉が行っているメールの紹介や提供クレジット等は、やまけんが代わりに行った。
- 2007年1月19日（第68回）放送分は、前回に引き続き又吉が番組を欠席したので、第21回のゲスト以来2度目の出演となるゲストの徳永愛が18時台のアシスタントも務めた。「鳥やまPOP」を使用している書店数の目撃情報が200店舗を突破し、コーナーには「集英社のIさん」こと伊原が出演した。オープニング・エンディングの提供クレジットは先週と同様にやまけんが担当。
- 2007年2月2日（第70回）放送分以降しばらく「テレマートラジオショッピング」のコーナーがなくなってしまったため18:30頃の休憩コーナーがなくなり若干番組構成等に影響は出た。しかし、2月23日放送分（第73回）にコーナーが再開されたため18:30頃の休憩コーナーも復活した。
- 2007年3月30日から「ラジオ関西ジャイアンツナイター」が再開されるため、この枠での放送は3月23日放送分（第77回）で再び放送時間が移動になることが告知された。なお、3月16日放送分で、第78回（4月7日）からは、土曜日の21時から1時間の収録放送となることが発表された。

### 週刊! アニたま土曜日（第1期）
- 2007年4月7日（第78回）放送分の「テーマメッセージ」で、パーソナリティ3人のショートコントが挿入された。
- 2007年4月21日（第80回）放送分で、FictionJunction YUUKA（YUUKA、梶浦由記）からメッセージが届いた。
- 2007年6月23日（第89回）放送分に、茶太からのメッセージが届いた。
- 2007年6月30日（第90回）放送分から、集英社の担当スタッフが井原（集英社のIさん）から武田冬門（魔人ブウ）に変わった。
- 2007年8月25日（第98回）放送分で、ポイントランキングで優勝したリスナーの電話出演が行われた。
- 2007年9月15日（第101回）放送分で番組の9月いっぱいでの終了と10月から「週刊!アニたま金曜日（第3期）」への移動が決まった。

### 週刊! アニたま金曜日（第3期）
- 2007年10月5日（第103回）放送分から鳥やまPOPの情報がリセットされ、新しいルールが導入された。
- 2007年12月14日（第114回）放送でのテーマメッセージ「2007年に放送されたアニメベスト1」の順位は以下の通り。1位おおきく振りかぶって、2位天元突破グレンラガン、3位BLEACH、3位らき☆すた、5位銀魂、6位魔法少女リリカルなのはStrikerS、6位もやしもん、8位ワンピース、9位DARKER THAN BLACK -黒の契約者-、10位さよなら絶望先生。
- 2008年1月18日（第119回）放送で鳥やまPOPの情報が一通も寄せられず、コーナー存続の危機となってしまった。
- 2008年1月25日(第120回)放送、2008年2月1日(第121回）放送では鳥やまPOPの情報がリスナーから寄せられて、コーナー存続の危機は脱した。
- 2008年3月23日(第128回)放送分で、2008年4月からは、毎週水曜日24時~26時への異動が発表された。

### 週刊! アニたま水曜日（第1期）
- 2008年4月2日(第130回)放送分は、編成上の都合により、第129回放送分の直後に収録された。
- 2008年4月23日・5月30日（第133,139回）放送分のPOPのコーナーは、AKBの2人が欠席した。
- 2008年4月30日（第134回）放送分に、森久保祥太郎からのメッセージが届いた。
- 2008年7月23日（第146回）放送分から、又吉がAKBの裏面を利用して鳥やまPOPを書き始める。
- 2008年9月24日（第155回）放送分で10月以降も水曜深夜0時〜2時で放送と発表した。

### 週刊! アニたま水曜日（第2期）
- 2008年10月29日（第160回）放送分で2005年11月〜コーナーとして放送していた「鳥やまPOP研究所」が放送されず、コーナー枠には林原めぐみ出演ヒットアニメ作品のアニソンかけまくりをやまけんの進行で放送していた（AKB48の「のともみ」はエンディングのみ出演）。また、インターネットでの配信については10月31日更新の予定が遅れている。
- 2008年11月5日（第161回）放送分で先週の「鳥やまPOP研究所」が休止になり、インターネットでの配信も休止した理由について番組内で説明した。なお、この日の「鳥やまPOP研究所」は「サムライカアサン」のPOPを考えていた（「のともみ」のどちらかは声の調子が悪かった）。
- 2008年12月31日深夜（明けて2009年1月1日＝第169回）放送分はラジオ関西で2009年最初の放送番組となっていた（ただし、収録は前の週の12月26日金曜日に行なわれていた）。当日の放送分はAKB48の「のともみ」は欠席。
- 2009年1月7日（第170回）放送分は久々の生放送で行なわれていた（通常収録日である1月2日がラジオ関西の東京支社の年末年始休みのため）。この日もAKB48の「のともみ」は出番なし。
- 2009年1月14日（第171回）放送分から2009年の収録放送を再開。
- 2009年2月放送分から最終回の直前までしばらく来なかったゲストが立て続けに登場するようになった。
- 2009年3月11日（第179回）放送分エンディングで「3月25日放送の第181回を持って番組終了」を宣言した。
- 2009年3月25日（第181回）放送分後提供クレジット明けのクロージング手前で「ラジオ関西でお聞きの皆様、今まで本当にありがとう!!」とやまけん・鳥海・又吉が挨拶をした。

### 週刊!　アニたま水曜日EXTRA
- 2009年3月27日（金曜日）21:00〜22:30の予定でインターネットラジオステーション音泉で生放送されていた特番。

番組内人気コーナー「妄想ダウト」の貯金を使って実現した1回きりの生放送である。生放送を聞き逃しても4月3日よりラジオ関西アニたまどっとこむのインターネットラジオページ・集英社のSラジ!・インターネットラジオステーション音泉で再放送･再配信の予定。